# Ein Schritt nach Gomorrha
Ein Schritt nach Gomorrha ist eine Erzählung von Ingeborg Bachmann, die 1961 in ihrem ersten Erzählband Das dreißigste Jahr erstmals veröffentlicht wurde. Darin wird die Begegnung der verheirateten Wiener Künstlerin Charlotte und der Studentin Mara geschildert, die nach einer Einladung bis zum Morgengrauen zusammenbleiben. Es kommt zwar nicht zu einer dauerhaften Liebesbeziehung zwischen den beiden, aber Charlotte stellt in dieser Nacht nicht nur ihre Ehe, sondern auch die Geschlechterrollen auf den Prüfstand. Sie verspürt Sehnsucht nach Autonomie und einer neuen Art von Beziehung und Sprache, doch die Umsetzung in die Realität scheitert. Der Text wurde und wird aus unterschiedlichen Richtungen rezipiert. In frühen Besprechungen wurde oft die Verführung Charlottes durch Mara als zentrales Element des Textes hervorgehoben, was wegen der Tabuisierung lesbischer Liebe in den 1960er und 1970er Jahren nicht selten zu Unverständnis oder Ablehnung führte. Feministische Ansätze erweiterten in den 1970er Jahren das Spektrum. In den 1980er Jahren kam eine Sichtweise des Textes als Gegenentwurf zum Juden- und Christentum und weibliche Variante eines Erlösungs- und Schöpfungsmythos hinzu. Im 21. Jahrhundert wurden Erkenntnisse der Queer-Theory auf die Erzählung angewendet, von anderer Seite aber verworfen. Die beiden Frauen wurden im Lauf der Rezeptionsgeschichte teils als zwei Figuren gedeutet, teils wurde aber auch Mara als Teil von Charlotte oder als ihr Spiegelbild gesehen. Ein Schritt nach Gomorrha zählt zu den frühesten feministischen Äußerungen der deutschsprachigen Literatur der Nachkriegszeit. Es ist die erste deutschsprachige Erzählung seit 1945, in der eine mögliche lesbische Beziehung als Alternative zur Ehe zwischen Mann und Frau thematisiert wird.

## Entstehung

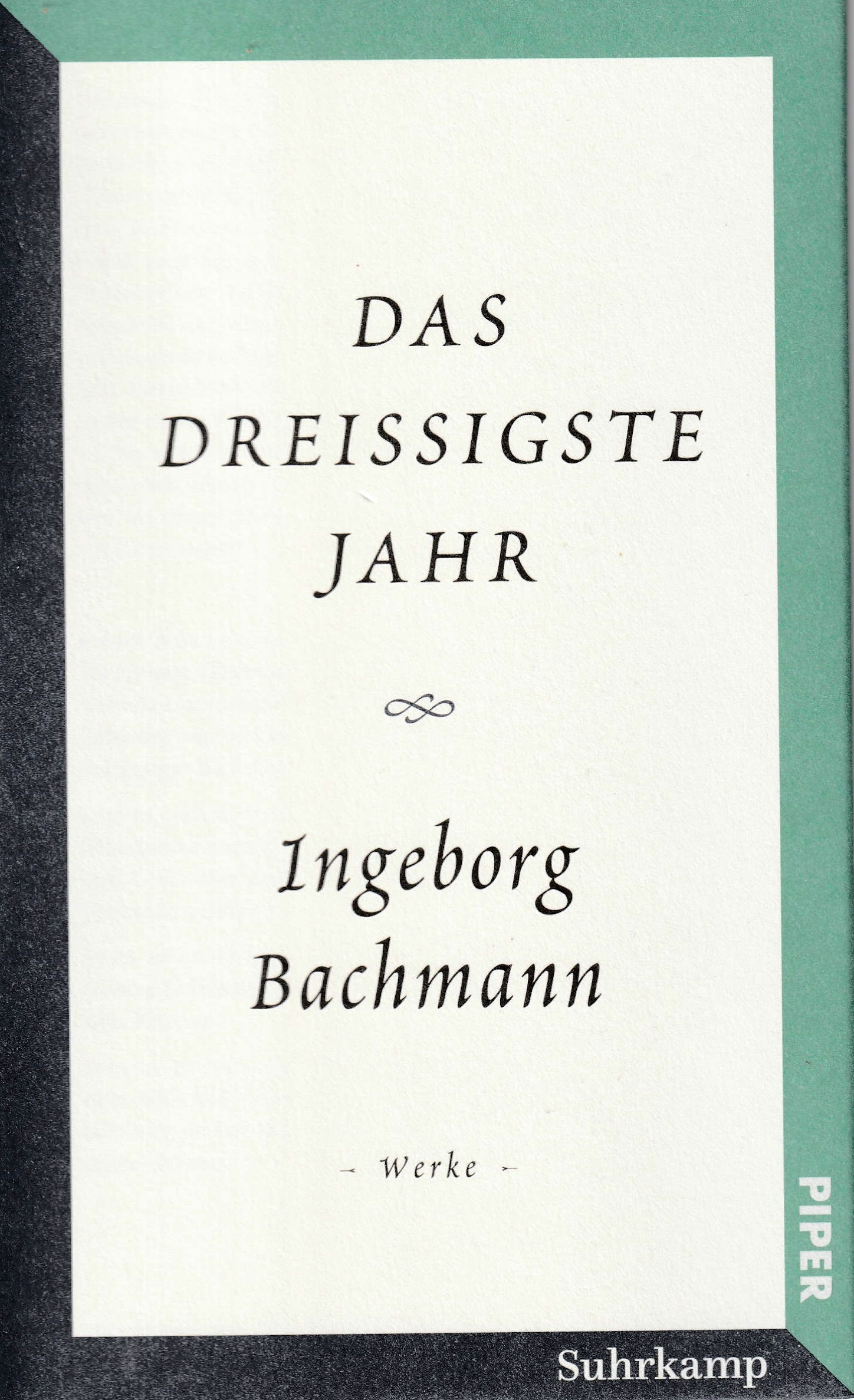
Buchcover Das dreißigste Jahr, Salzburger Edition, 2020

Der Text wurde im Briefwechsel zwischen Bachmann und Frisch mehrfach erwähnt. Bachmann arbeitete im Februar und März 1961 an der Erzählung, die damals noch den Titel Die Schläferinnen trug. Die Autorin befand sich gerade auf einer Lesereise durch Deutschland. In einem Brief vom März 1961 nannte Bachmann den Text „die Frau-Mädchen-Geschichte“. Sie schrieb, der Verlag finde den Titel Ein Schritt nach Gomorrha besser als Die Schläferinnen und fragte Frisch nach seiner Meinung dazu. Bachmanns Verleger Klaus Piper hatte ihr vorgeschlagen, den Text in München in Klausur fertigzustellen, doch sie beendete die Arbeit erst in Uetikon, wohin sie Mitte März 1961 zurückkehrte. Abgeschlossen wurde die Erzählung unter dem Titel Ein Schritt nach Gomorrha als letzte des Bandes Das dreißigste Jahr erst im April 1961. Gomorrha taucht nur im Titel auf. Als intertextuelles Element verweise es, so Ursula Töller, auf die Bibel und „unterstreicht die Gedächtnisfunktion der Literatur“. Lena Eilittä merkte zu diesem Titel an, er rufe Gedanken an die Apokalypse und göttliche Gnade wach, aber auch an das Leben von Sexualität außerhalb traditioneller Normen. Gomorrha wird dabei, so Karin Hügel, als Metapher für einen lesbischen Ort gelesen.

## Inhalt
Die Erzählung beschreibt einen Wendepunkt im Leben einer Wiener Künstlerin.
Die erfolgreiche Wiener Konzertpianistin Charlotte ist mit Franz verheiratet, der bei der Gestaltung der ehelichen Wohnung und im Leben des Paares insgesamt der Bestimmende ist. Er ist im Zug auf dem Weg nach Hause, Charlotte gibt zu Hause eine Einladung. Zu später Stunde sind alle Gäste bis auf die lesbische Studentin Mara gegangen. Charlotte will sie loswerden, um am nächsten Tag früh aufstehen und die Wohnung für Franz’ Rückkehr in Ordnung bringen zu können. Doch sie spürt auch eine Verheißung.

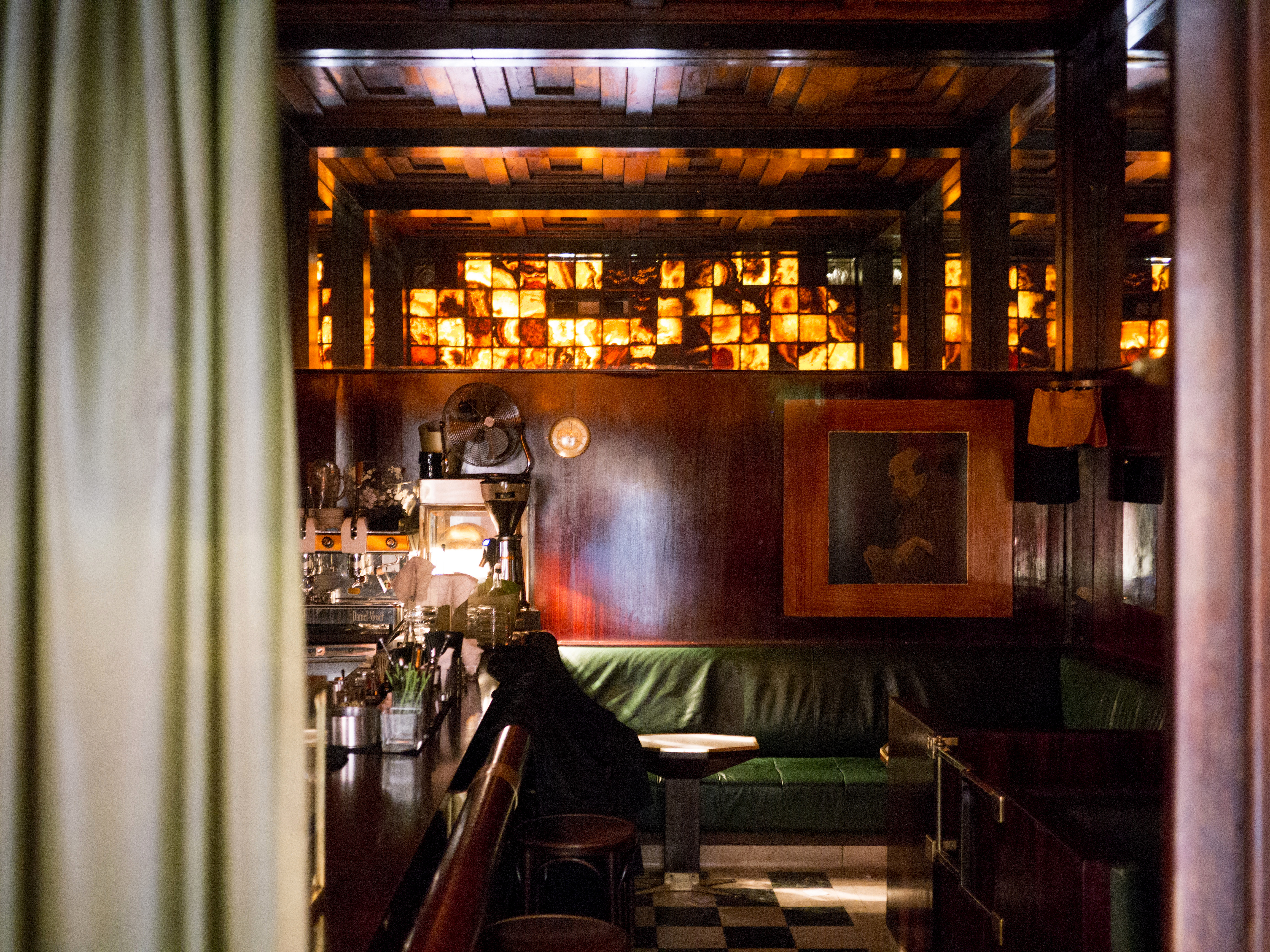
Die Loos-Bar in Wien, die in der von Charlotte und Mara eingeschlagenen Richtung liegt.

Die Studentin bringt Charlotte dazu, mit ihr in eine Bar zu wechseln. Mara ist mit diesem Raum vertraut und übernimmt die Führung: Sie tanzt für Charlotte, beginnt um sie zu werben und duzt sie. In einer Mischung aus Naivität, Taktlosigkeit und Zudringlichkeit beginnt diese ein Eroberungs- und Verführungsspiel und drängt Charlotte in die Defensive. Zunächst wehrt sich Charlotte gegen Maras erotische Ausstrahlung, doch ihre Finger geben dem Druck von Maras Händen unter dem Tisch nach. Auf Charlottes Wunsch zurück in der Wohnung, bettelt Mara unterwürfig und weinend um Charlottes Liebe. Diese reagiert kühl, doch als Mara sich eindringlich als Ungeliebte darstellt, beginnt auch Charlotte zu weinen. Mehr und mehr lässt Charlotte sich auf Mara ein, die ihr Zärtlichkeiten und Küsse gibt. Die Künstlerin gefällt sich in ihrer neuen Rolle als Dominante und will Mara zu ihrem Geschöpf machen. Sie löst damit schließlich bei der jungen Frau einen Wutanfall aus, in dem diese Einrichtungsgegenstände und Geschirr zertrümmert. Charlotte schreitet nicht ein. Die Kommunikation zwischen den beiden Frauen ist schwierig, da Charlotte Maras Sprache nicht versteht und diese nur Liebe und Zärtlichkeiten will. Charlotte streichelt Maras Kopf und gibt sich dabei ihren Gedanken hin: In inneren Monologen werden ihr die Mechanismen von Dominanz und Unterwerfung bewusst, die sie in Beziehungen mit Männern generell und in ihrer Ehe lebt. Innerlich distanziert sie sich von der Beziehung mit Franz und der Ehe als Institution. Sie wünscht sich eine Beziehung mit veränderten Geschlechterrollen und einer anderen, unbefangenen Sexualität und entwickelt Ansätze zu einer Utopie, in der weibliche Selbstbestimmung möglich ist. Sie küsst das schlafende Mädchen. Als Mara erwacht, gelingt es jedoch nicht, Charlottes Phantasien in die Wirklichkeit umzusetzen. Beide erkennen, dass sie den richtigen Zeitpunkt versäumt haben, der partielle Ausbruch innerhalb der bestehenden Ordnung ist gescheitert. Am Ende liegen sie schlafend nebeneinander auf dem Bett.

## Form

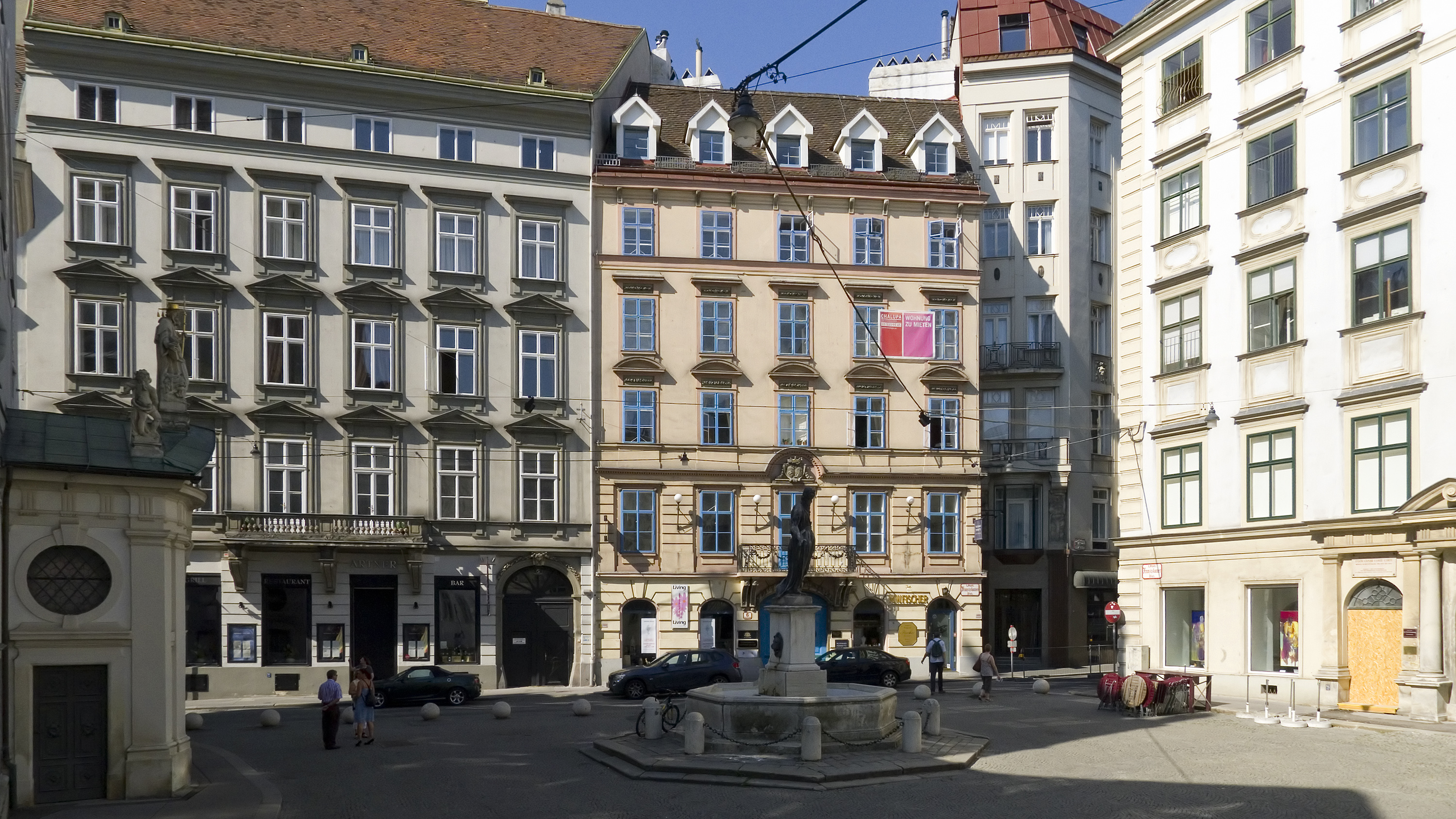
Franziskanerplatz mit Mosesbrunnen, dessen Geplätscher von Charlottes Wohnung aus zu hören ist.

### Aufbau
Die Handlung spielt im 1. Wiener Gemeindebezirk, der Inneren Stadt. Sie beginnt und endet in der Wohnung von Charlotte und Franz am Franziskanerplatz, dazwischen liegen ein Aufenthalt in einer nahen Bar und die Wege zwischen den beiden Orten. Mit dem Motiv der Verwüstung von Charlottes Wohnung beginnt die Erzählung. Es setzt sich in der Wohnung später mit dem Zerschlagen von Geschirr fort, der Weg zwischen Wohnung und Bar wird mit einem „Höllenraum“ verglichen, und auch in der Bar finden sich Zeichen von Vernichtung.
Die erzählte Zeit umfasst eine Nacht. Das lineare Zeitkontinuum wird, so Ursula Töller, schon in den einleitenden Sätzen durch die Charakterisierung „zu spät“ gebrochen. Anfangs ist es zu spät, um die Verwüstung der Wohnung aufzuhalten, am Ende, um eine Veränderung zu erreichen. So rahmt die „Spannung einer andauernden Nachträglichkeit“ die Erzählung. Immer wieder wird die Zeit als zerrissenes Ganzes erlebt Mara löst Erinnerungen aus, die Erinnerungen von Charlotte mit Bildern von Weiblichkeit verbindet. Charlottes Fähigkeit der Erinnerung hebt an mehreren Stellen den Unterschied zwischen den beiden Figuren hervor: Mara antwortet auf die Frage, was sie wolle, wiederholt mit: „Nichts.“ Damit werde sie, so Ursula Töller, zu einer stilisierten weibliche Figur, die keinen Zugang zu ihrer Vergangenheit habe. Mara sei eine Verkörperung des Augenblicks, ein „stilisiertes Heute“, dem gegenüber stehe Charlotte für die lineare Zeit. Aus dieser Konstellation erwachse die Möglichkeit für einen Austritt aus der linearen Zeit.
Die Handlung sei, so Kathrin Witter, wie im klassischen Drama in fünf Abschnitte zu gliedern: Exposition: das Ende der Feier; Komplikation: der Ausflug in die Bar; Peripetie: die Handlung in der Wohnung, solange Mara wach sei; Retardation: Charlottes Überlegungen bei der schlafenden Mara; Katastrophe und Dénouement zugleich: die Situation nach Maras Aufwachen. Sowohl in der Wohnung als auch in der Bar dominiert Mara, Charlotte reflektiert deren Rolle. Der Zerstörungsanfall stellt einen Wendepunkt dar, nach dem Charlotte eine Utopie von Freiheit und Autonomie von Rollenbildern imaginiert. Das Ende zeigt Charlotte nach der Darstellung eines symbolischen Todes der beiden Frauen zurück im morgendlichen Alltag. Diese Phasen werden von unterschiedlichen grammatikalischen Modi begleitet: Anfang und Ende stehen im Indikativ, das erzählerische Präteritum ist dominant. Charlottes gedanklicher Alternativentwurf zum Bestehenden steht dagegen im Konjunktiv. Zusätzlich zur äußeren und inneren Handlungsebene enthält die Erzählung auch eine Erinnerungsebene Charlottes zu ihren bisherigen Beziehungen.

### Erzählsituation
Es dominiert fast ausschließlich die personale Erzählsituation. Charlottes Innenperspektive werde, so Jost Schneider, mit zahlreichen Mitteln wie Innerer Monolog und Erlebte Rede „virtuos“ dargestellt, eine Gegenüberstellung zweier Bewusstseinsinstanzen gebe es jedoch nicht. Für den Erzählstil Bachmanns zu dieser Zeit sei dieses Vorgehen „relativ untypisch“; alle anderen Figuren werden fast nur aus der Außenperspektive dargestellt. Nur in einer Paraphrase wird deutlich, dass der Erzähler die Zukunft der Figuren kennt. An den wenigen Stellen mit auktorialer Erzählperspektive werde eine „prinzipielle Ehekritik“ formuliert, die als Rechtfertigung der Veränderungswünsche Charlottes gelesen werden könne. Schneider hält für diese Erzählung anders als für Bachmanns übrige Texte eine „identifikatorische Lektüre“ für zulässig und „zielführend“, da hier nicht wie in anderen Texten Bachmanns das Verhalten der Protagonistin von einem übergeordneten Standpunkt aus beurteilt werde. Bachmann verzichte darauf, die Figuren mit ironisierenden Bemerkungen oder durch einen Erzählerkommentar zu „hintergehen“. Sigrid Weigel wies darauf hin, dass Bachmann in ihren Erzählungen zur Bestimmung der Erzählposition häufig das männliche Pronomen er wähle. Die weibliche Variante gebe es jedoch nicht nur in Ein Schritt nach Gomorrha: Bachmann verwendete sie auch in einigen Erzählfragmenten der 1950er Jahre, die zu den Vorarbeiten zu Das dreißigste Jahr gehörten, in einigen Fragmenten der Todesarten und im Band Simultan, dessen Texte sie als „undramatische Seitenstücke zum Todesarten-Projekt“ verstanden haben wollte.

### Textsorte
Gerhard Neumann konstatierte 1990 eine Destruktion der traditionellen novellistischen Prinzipien: Die Erzählung zeige keine „Lebensgeschichte, die aus der Vermittlung von Augenblick und Lebensganzem in der Krise sichtbar wird“, sondern „die Sichtbarmachung des Sprungs, des aufklaffenden Risses zwischen Redeordnung und Körpererfahrung“. Die Beziehung zum Gegenüber „verwirklicht sich nicht mehr – wie in der Novelle – im Feld sozialer Realisierung des Ich, sondern in einer (noch) nicht artikulierbaren Utopie, die die androgyne Liebe feiert.“„Aber was hier in Frage steht, ist erst in zweiter Linie die schriftstellerische Qualität; es ist zunächst vielmehr der Versuch, den literaturhistorischen Ort von Kurzgeschichten zu bestimmen, die von weiblichen Autoren geschrieben werden.“ Sie seien für die Neubestimmung der Erzählprosa so wichtig, weil sie aus dem „Impuls einer Infragestellung der Geschlechterrollen heraus“ argumentierten. In einer gegenteiligen Beurteilung sah Kathrin Witter 2019 die klassischen Merkmale der Novelle „mindestens abgewandelt“ im Text verwirklicht: „geschlossene Form, dramatischer Aufbau mit nur wenigen Hintergrundinformationen und einem Wendepunkt, die intensive und zugleich glaubhafte Darstellung eines menschlichen Konflikts, einer Krise, für die auch ein bestimmtes Ding-Symbol steht – in diesem Fall Maras roter Rock und die Farbe Rot.“ Das Charakteristikum der Novelle, die unerhörte Begebenheit, führe hier zu einer unerhörten Idee: Charlottes Wunsch, mit einem neuen Begehren und in Abgrenzung von der Unterordnung in ihrer Ehe selbst dominantes Subjekt zu werden.

## Interpretation

### Beziehung der Figuren
Mara ist entscheidend dafür, dass Charlotte sich ihrer Situation in Beziehungen zu Männern generell und in ihrer Ehe im Besonderen bewusst wird. Die Begegnung mit Mara erlaubt es Charlotte, weibliche Strategien im Bezug auf männliche Machtstrukturen zu sehen. Die Pole von Unterwerfung und Dominanz überträgt Charlotte dann aber auf die Beziehung zu Mara.
Ursula Töller sah Homosexualität in Ein Schritt nach Gomorrha als nicht explizit angesprochen, aber durch die Nennung des Ortsnamens thematisiert und durch die Figurenkonstellation unterstrichen. Mara und Charlotte könnten als lesbisches Paar verstanden werden, das die konventionellen Geschlechterrollen übernehme; diese bestimme die Ehe Charlottes ebenso wie ihre früheren Beziehungen. Die Beziehung zwischen Mara und Charlotte wurde von Teilen der Kritik als lesbisch gelesen, doch nach Kirsten Krick-Aigner gehe es beiden weniger um sexuelle Erfüllung als vielmehr um die Möglichkeit, alternative Rollen für sich als Frauen zu finden und ihr Verhältnis zur Macht neu zu definieren.
Der Text liefert aber einigen Interpretationen zufolge Anhaltspunkte dafür, dass Mara nur in Charlottes Vorstellung existiert. Die beiden Frauen stünden für Aspekte einer Figur, und die Erzählung habe eine antithetische Struktur ohne Synthese am Ende: Mara stehe hier für den weiblichen Ich-Anteil, der sich gegen Rationalität, Subjektivität und Autonomie wende. Für ihn spiele die Sinnlichkeit eine große Rolle. Mara führe Charlotte deren Identität in den bisherigen Beziehungen vor, sie sei als Spiegelfigur von Charlottes weiblicher Geschichte zu sehen. Maras Anteil versuche, „den Kindchen-Status aufrechtzuerhalten“ und suche eine symbiotische Beziehung. Eine eigenständige Position, auf der kommunikative Kompetenz und Subjektivität beruhen, ließe sich aber so nicht entwickeln. Den anderen, männlich konnotierten Teil übernehme Charlotte, indem sie mit Distanziertheit, Sachorientierung und hoch entwickeltem Sprachverhalten nach Dominanz strebe. Aber auch dieser Anteil sei mit Mängeln behaftet, weil er das Gegenüber als Objekt missbrauche. Ein ganzheitliches Subjekt könne somit mit keinem der beiden Teile allein erreicht werden.
Gerade in diesem Punkt gehen die Interpretationen weit auseinander. Auf der einen Seite steht etwa die überaus optimistische Deutung von Peter Mayer, der Charlotte als „erweckt“ und „erlöst“ sieht, ihre Isolierung am Ende der Erzählung aber nicht berücksichtigt. Am anderen Ende kommt Ritta Jo Horsley zur negativen Einschätzung, der Text biete keine Alternative zu den Geschlechterrollen. Damit ignoriert Horsley jedoch nach Meinung von Jost Schneider die Aufhebung der vorgefertigten Vorstellungen über die Geschlechter, die in der Erzählung als zentral herausgearbeitet wird. Emily Jeremiah wendete 2015 auf den Text eine queere Lesart an und bezog sich auf Lee Edelman und Jack Halberstam. Vorausgehende Interpretationen hätten das dargestellte lesbische Begehren und die möglichen Weiterführungen als positiv oder negativ bewertet und so die Bedeutung des Misserfolgs übersehen. Jeremiah betonte, dass hier die symbolische Ordnung vom Subjekt in Frage gestellt und deutlich werde, wie brüchig diese Ordnung sei. Die Anwendung von Bracha Ettingers Theorie des Matrixial gaze führe zu der Erkenntnis, dass der Text „nicht nur eine queere Infragestellung der Ideale von Erfolg und Normalität, sondern auch eine materialistisch-feministische Betonung des weiblichen Körpers darstell[e]“.

### Ehe und Geschlechterrollen
Die Künstlerin reflektiert ihre Ehe und erkennt, wie sehr diese sie immer stärker einengt: „Nie konnte sie Franz zürnen, nie konnte sie ihn anschreien, wie er sie anschrie manchmal. Nie bestimmte sie.“ Franz lasse Charlotte, so Leena Eilittä, weder Raum für eigene Entscheidungen noch könne sie ihm gegenüber ihre Gefühle ausdrücken. Jost Schneider sah die Auseinandersetzung der Dichterin mit dem Ideal der bürgerlichen Ehe als zentral für Ein Schritt nach Gomorrha. Der Text zeige „einen Emanzipationsprozess, an dessen Ende die Gewinnung einer neuen Liebes- und Lebensperspektive“ stehe. Durch das Gespräch mit Mara entferne sich Charlotte dauerhaft von Franz und ihrer Ehe mit ihm. Die individuellen Schwächen ihres Ehepartners träten vor den Mängeln der Institution Ehe in den Hintergrund. Charlotte wolle nicht länger dem Mann untergeordnet sein. Leena Eilittä sieht Charlotte als Beispiel dafür, wie „sogar eine moderne Frau“ in die „Falle der Tradition“ tappen könne. Ähnlich sieht Monika Albrecht Charlotte als intellektuelle Frau der 1950er Jahre im Aufbegehren gegen eine Ordnung, die sie nicht als die ihre empfindet. Die Studentin setzt in der Künstlerin einen Tagtraum frei, in dem Charlotte ihren Mann und alle ihre bisherigen Partner als Leichen sieht. Charlotte wird sich nicht nur ihrer persönlichen Unterordnung bewusst, sondern spannt den Bogen zur Rolle der Frau in der Beziehung zum Mann generell. Die Utopie eines besseren Lebens von Frauen tue sich auf. Dazu gehöre es, Konventionen und gesellschaftliche Zuschreibungen hinter sich zu lassen, ein eigenes Bild von sich zu entwickeln und Autonomie zu gewinnen.
Charlotte erlebt in Mara ihr eigenes weibliches Verhalten und nimmt an sich selbst den männlichen Machtanspruch wahr, während sie gleichzeitig die bestehende Struktur weiterführt. Unterdrückung und Herrschaft sind nicht verschwunden. Der Text setzt nicht etwa eine idealisierte homosexuelle Beziehung gegen die traditionelle Ehe. Vielmehr formuliere er, so Jost Schneider, „eine Kritik an sämtlichen Traditionen und Konventionen, die das eigentlich universale Liebesvermögen auf eine begrenzte Wahl ‚zulässiger‘ Beziehungstypen einzuschränken versuchen.“ Diese Universalität verlegt Bachmann in eine mythische Vergangenheit, an die sie anknüpft: „In früher Zeit mußten Schwan und Goldregen noch die Ahnung gehabt haben von dem größeren Spielraum, und ganz vergessen konnte in der Welt nicht sein, daß der Spielraum größer war als das kleine System von Zärtlichkeiten, das man ausgebildet hatte und überlieferte, nicht alles war an Möglichkeit.“ Die Begegnung mit Homosexualität wird nicht zur Umsetzung des Liebesideals, sondern öffnet Möglichkeiten, sich aus traditionellen Strukturen zu befreien. Es gelinge den beiden aber Frauen nicht, ein eigenes Rollenmodell zu leben. Charlotte möchte nicht in einer Gegenwelt zur bestehenden leben, sondern in einer, die die traditionellen Gegensätze hinter sich lässt. Manche sahen darin den Wunsch, die Gegensätze durch Androgynität aufzuheben. Doch Charlotte erkennt auch, wie fest sie in der bestehenden Ordnung verankert ist: „Jetzt lebte sie in der hellen Ordnung, die Franz gehörte, und verließe sie Franz, so ginge sie in eine andere Ordnung, in alte geschweifte Möbel oder in Bauernmöbel oder in eine Rüstungssammlung, in eine Ordnung jedenfalls, die nicht die ihre war – das würde sich nie ändern.“ Als Gegenbild zur alten Ordnung dienen nicht etwa lesbische Liebe oder ein matriarchales System, sondern ein Austritt aus allem Bekannten. Daher kann Charlotte der neuen Ordnung noch keinen Namen geben, sie nicht konkret beschreiben. Da sich sowohl die männliche als auch die weibliche Sprache dafür als ungenügend erwiesen haben, kann die Utopie nur mit einer Sprache jenseits der bestehenden Wirklichkeit beschrieben werden.
Charlottes Versuch eines Neubeginns ist mit der Sehnsucht nach Selbstbestimmung verknüpft: „Ich will bestimmen, wer ich bin, und ich will mir auch mein Geschöpf machen, meinen duldenden, schuldigen, schattenhaften Teilhaber.“ Dahinter steht nicht der Wille, ganz allgemein einen neuen Menschen zu schaffen, sondern „ein Geschöpf, das in der Perspektive eines weiblichen Befreiungsbegehrens den Ort des Anderen besetzen kann“. Indem die Herrschaft von Charlottes Vorstellung über das Bild des Anderen gesetzt wird – „Ich will mein Geschöpf, und ich werde es mir machen.“ –, ist die „Desillusionierung eines Erlösungsmythos“ vorprogrammiert. In Denken und Psyche sind Bilder verankert, von denen Charlotte sich nicht lösen kann. Daher endet die Erzählung mit der „Tötung eines Traumbildes“, einem Scheitern, die eine Leerstelle zurücklässt: „Nicht das Reich der Männer und nicht das der Weiber. / Nicht dies, nicht jenes.“ Charlotte wird klar, dass ihre eigenen stereotypen Vorstellungen von Weiblichkeit weit mächtiger sind als ihr Wunsch nach grundlegender Veränderung.
Charlotte begreife, dass die gesellschaftlichen Grundlagen ihrer persönlichen Vorstellungen sich ändern müssen, damit auf der individuellen Ebene eine Veränderung erfolgen könne. Auf der objektiven Ebene werde die bipolare Geschlechterordnung als problematisch gezeigt, aber ihre individuelle Überwindung misslinge. Um die Brüchigkeit dieser Ordnung zu erkennen und eine neue Ordnung wünschen zu können, sei diese Subjektivierung aber nötig. Charlotte könne die objektive Ebene nicht ändern, aber innerhalb der alten Ordnung hätten sich ihre Möglichkeiten erweitert.

### Bedeutung der Sprache
Mara spricht sehr wenig. Immerhin wird in den kurzen Dialogen Maras Versuch deutlich, mit Charlotte über ihre Liebe zu reden. Sie versucht, Charlotte mit Berührungen und Worten zu erreichen, aber diese kontrolliert die Kommunikation über Blicke, Sprache und Handlungen. So berührt Mara in der Bar Charlottes Hände. Diese erwidert die Berührung, wehrt jedoch kurz darauf Maras Worte ab und drängt zum Aufbruch: Auf der nonverbalen, sinnlichen Ebene lässt sie sich auf Mara ein, nicht aber auf der bewussten, sprachlichen Ebene. Ähnlich verhält sich Charlotte auch nach der Rückkehr in die Wohnung zur Abgrenzung, als Mara ihr um den Hals fällt. Madeleine Marti führt das Scheitern der verbalen Begegnung auch auf das gesellschaftliche Tabu zurück, das für lesbische Beziehungen keine Sprache erlaube. Zudem unterliege Charlotte weit stärker als Mara den Ängsten vor sozialer Kontrolle. So fürchte sie, in der Bar von Bekannten bei einer Grenzüberschreitung ertappt zu werden.

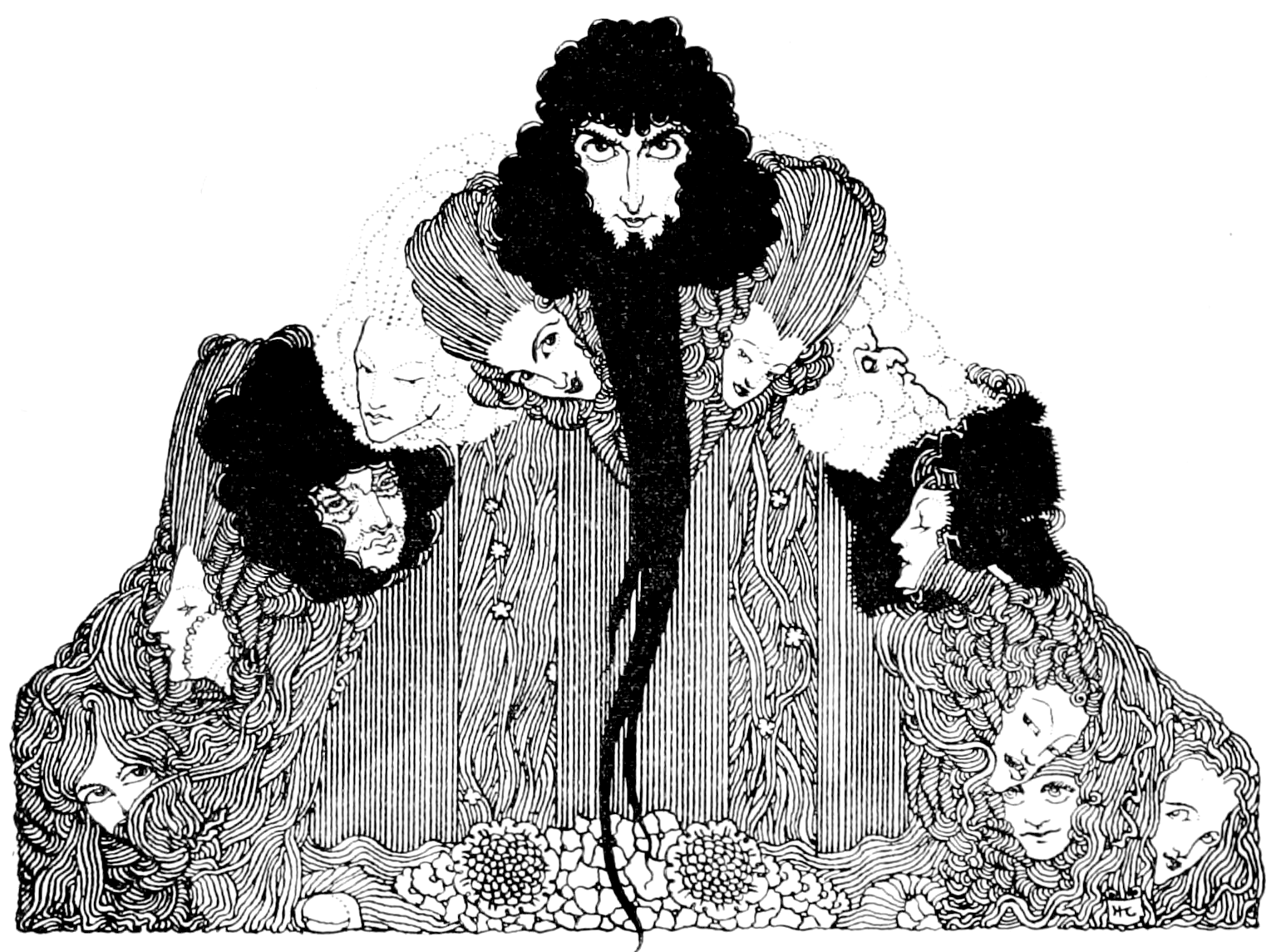
Illustration zu dem Blaubart-Märchen von Charles Perrault, 1922

Ursula Töller sieht dennoch Maras Sprachlosigkeit nicht nur als Gegensatz zu Charlottes umfangreichen Monologen, sondern auch als Ankündigung einer neuen Sprache. Diese neue Form der Kommunikation könne Charlotte nur als Negation der vorhandenen geschlechtsspezifischen Sprache beschreiben. Sie formuliere, dass diese notwendig ist, habe aber keine Vorstellung von ihr: „Aber wenn ihr Reich kam, dann konnte diese Sprache nicht mehr gelten, dann richtete diese Sprache sich selbst.“ Kirsten Krick-Aigner wies in diesem Zusammenhang auf den Bezug zum Blaubart-Motiv hin, das auf ein Märchen von Charles Perrault zurückgeht. Blaubart tötet seine jungen Ehefrauen, sobald diese sein Verbot missachten, ein bestimmtes Zimmer zu betreten. Die Leichen bewahrt Blaubart in einer geheimen Kammer auf. Nur der letzten Frau gelingt es, Hilfe zu holen und Blaubart töten zu lassen. Ingeborg Bachmann spricht in Ein Schritt nach Gomorrha von Charlottes letztem geheimen Zimmer, in dem die Leichen aller Männer liegen, mit denen sie eine Beziehung hatte. Mara solle keinen Zugang zu diesem Ort erhalten, „oder auch sie würde unter den Toten sein.“ Krick-Aigner stellte darauf aufbauend die These auf, dass sich bei Bachmann die Frau in zwei Figuren aufspalte, um die Themen Geschlechtsbeziehungen, Sprache und Macht jenseits der physischen Geschlechter durchleuchten zu können. Krick-Aigner zufolge übernehme Charlotte dabei die Blaubart-Rolle. Dies zeige sich in der Verwendung der Sprache, die mit dem Männlichen konnotiert ist. Gender werde als etwas Konstruiertes, durch Sozialisation Erworbenes gezeigt, unabhängig von biologischen Gegebenheiten. Bachmann benutze die erotische Beziehung der beiden Frauen, um die Rolle von Frauen und Männern in der Gesellschaft und damit die Machtverhältnisse auszuloten. So gibt sich Charlotte bei den Küssen von Mara nicht etwa ihrem Körpergefühl hin, sondern stellt sich vor, wie Männer ihren, Charlottes, Mund wahrnehmen: „So also waren ihre eigenen Lippen, so ähnlich begegneten sie einem Mann, schmal, fast widerstandslos, fast ohne Muskel – eine kleine Schnauze, nicht ernst zu nehmen.“ Machtlosigkeit erscheine als dem weiblichen Körper und der weiblichen Sprache eingeschrieben. Für Charlotte bedient sich Mara „Worten ohne Muskel“, „nichtsnutzigen kleinen Worten“ und zeige damit, wie sehr Sprache Geschlechterstereotype wiedergibt und damit bestätigt. Charlotte begreife die psychischen und sozialen Grundlagen ihrer Subjektivität und komme zu der Erkenntnis, dass nicht nur die männlich geprägte Sprache gegenüber Frauen ungerecht sei, sondern auch die weiblich geprägte.
Die ersehnte Ebenbürtigkeit und Harmonie gebe es für Charlotte, so Dorothee Schuscheng, in einer Beziehung nur durch das Verlassen aller überkommenen Bilder von Weiblichkeit. Ohne neue Sprache, so die Folgerung, werde es keine bessere Gesellschaft geben. Charlotte ist noch kurz vor dem Ende des Textes optimistisch, mit Mara diese grundlegende Veränderung erreichen zu können: „Aber sie würde Mara sprechen lehren, langsam, genau und keine Trübung durch die übliche Sprache zulassen.“ Dieser Ansatz findet sich auch in anderen Erzählungen des Bandes, so Das dreißigste Jahr und Alles.

### Farbsymbolik
Zu Beginn des Textes werden Mara und Charlotte, als sie allein in der Wohnung sind, über die Farbe Rot verbunden: Maras roter Rock und ihr rötliches Haar verstärken das Rot im Zimmer, der rote Lampenschirm und die roten Bücherrücken strahlen aus und schaffen eine Ausnahmesituation: „Nun war einen Augenblick lang alles so, wie es nie wieder sein konnte – ein einziges Mal war die Welt in Rot.“ Auch die Bar ist von dieser Farbe geprägt.
Rot stehe laut Ursula Töller für den Moment des Aufbegehrens. Es dominiert die Erzählung und ist mit Wut und Leidenschaft, aber auch dem Tod konnotiert: Der Rock wird mit einer Capa verglichen, die an den Stierkampf denken lässt und die Bar, in der Mara für Charlotte tanzt, ist „höllenrot“, Maras Haare und Rock werden „in dem gähnenden Rachen Rot verschlungen“. Das Bild des roten Rocks, der sich abstreifen lasse, so Kirsten Krick-Aigner, weise auf die Möglichkeit voraus, einen Ausbruch zu wagen, aber auch auf das Risiko eines Scheiterns an dem bipolaren Geschlechtermuster von Unterwerfung und Unterordnung. Rot stehe auch mit Blaubarts blutiger Kammer in Verbindung und stelle für Mara eine Warnung vor der Übertretung der Grenze zum Verbotenen dar. Am Ende liegt der Rock „verknüllt und unansehnlich“ am Boden, Charlotte und Mara konnten den festgelegten Geschlechterrollen nicht entkommen.
In der Schlussszene bilden die „weißen Achselspangen und enganliegenden weißen Unterröcke“ einen Kontrast zum Rot der Eingangssequenz. Diese Szene wurde vielfach und auch unterschiedlich interpretiert: Ursula Töller sah vor allem das Scheitern einer Utopie. Die Farbe Weiß ließe sich hier als Verbildlichung des Prozesses der Erzählung lesen, die mit dem symbolischen Tod der beiden Frauen endet. Das Motiv des Todes betone die Endgültigkeit, stehe aber auch mit der vorausgehenden Blaubart-Episode in Verbindung. Nur in einer Übergangssituation sei die Utopie möglich gewesen. Wenn auch die überlieferten Bilder von Weiblichkeit und ihre destruktive Macht im Lauf der Erzählung in Charlottes Bewusstsein drängten, so ließe sich die bestehende Ordnung doch nicht überwinden. Der Schluss stehe, so Dorothee Schuscheng, mit der Rückkehr Charlottes in die vorhandenen Strukturen im Kontrast zur Utopie. Tatsächliche Änderungen in Charlottes Alltag nach der nächtlichen Erfahrung erschienen möglich, aber es fänden sich keine konkreten Hinweise im Text. Dagegen hat Kirsten Krick-Aigner die ferne Zukunft im Blick: Das Bild des Schlafes weise darauf hin, dass die beiden Frauen erst erwachen wollen, wenn die gesellschaftlich festgefügten Rollen von Täter und Opfer nicht mehr existierten. Doch es findet sich auch eine optimistische Lesart: Karin Hügel sah in der Schlussszene Grund zur Hoffnung, da die biblische Tradition von Weiß als Farbe des Göttlichen das Thema Auferstehung anklingen lasse.

## Bezüge zu anderen Texten

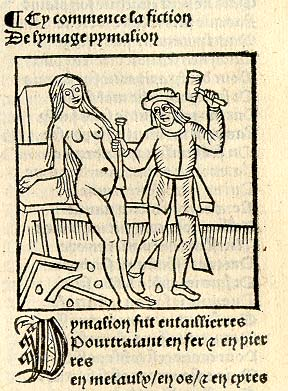
Pygmalion, Rosenroman, Holzschnitt, ca. 1505

Auf die Bibel wird schon im Titel Bezug genommen. Karin Achberger las die Erzählung 1982 als „bewussten Gegenentwurf zur patriarchalischen Tradition des Juden- und Christentums.“ Der Titel erinnert an die biblische Geschichte über die Zerstörung Sodom und Gomorrhas. Bachmann übernimmt zwar mit der Abfolge ‚Verfehlung – Zerstörung – neue Möglichkeiten‘ die Struktur dieser Erzählung. Doch die Verfehlung bestehe bei Bachmann, so Dorothee Schuscheng, nicht in Ungehorsam oder sexueller Abweichung von der Norm, sondern im Status der Unmündigkeit, der auf der machtorientierten Beziehung zwischen Frau und Mann fuße. Homosexualität werde bei Bachmann als Mittel der Rettung eingesetzt.
Mit dem Begriff „Geschöpf“ wird nicht nur eine Verbindung zum Pygmalion-Mythos hergestellt, sondern auch zum biblischen Schöpfungsbericht. In Ein Schritt nach Gomorrha sind weder Gott noch der Mann Charlottes Bezugspunkte, sondern nur sie selbst. Sigrid Weigel bestätigte 1999 Achbergers Ansatz, die Erzählung als „die weibliche Variante eines Erlösungs- und Schöpfungsmythos“ zu sehen.

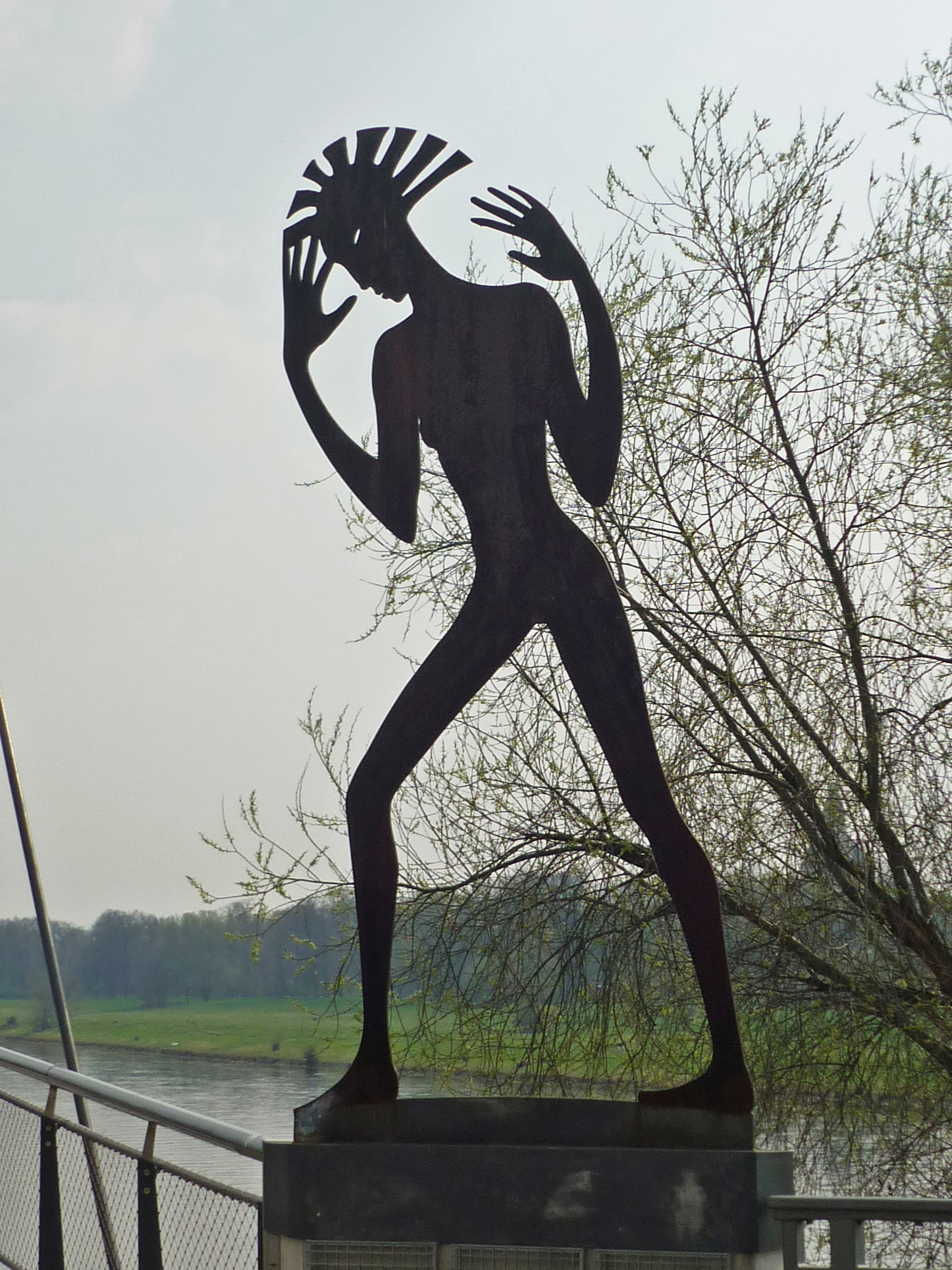
Plastik Undine kommt von Angela Hampel, Elbradweg-Molenbrücke in Dresden-Pieschen, 2014

Bachmann spielt auf die kulturelle Festlegung der Frau durch überlieferte Bilder von Weiblichkeit in Märchen und Mythen an, die bewusst gemacht und als zu überwindende dargestellt werden. Von den Mythen möchte Charlotte sich vollständig lösen. So erinnere etwa die Darstellung Maras an eine Wassernymphe: das Naturwesen Frau, auf das Charlotte sich keinesfalls reduzieren lassen will. Der Bezug auf die lange Geschichte der Mythen mache deutlich, dass „dieser Status, durch die patriarchalische Mythentradition perpetuiert, nicht in einer Nacht aufgehoben werden kann“. Das Anspielen auf Mythen erlaube es, das Gegenwartsproblem ins Zentrum zu stellen: die Schwierigkeiten weiblichen Autonomiestrebens vor dem Hintergrund einer unausgewogenen Beziehung zwischen den Geschlechtern.

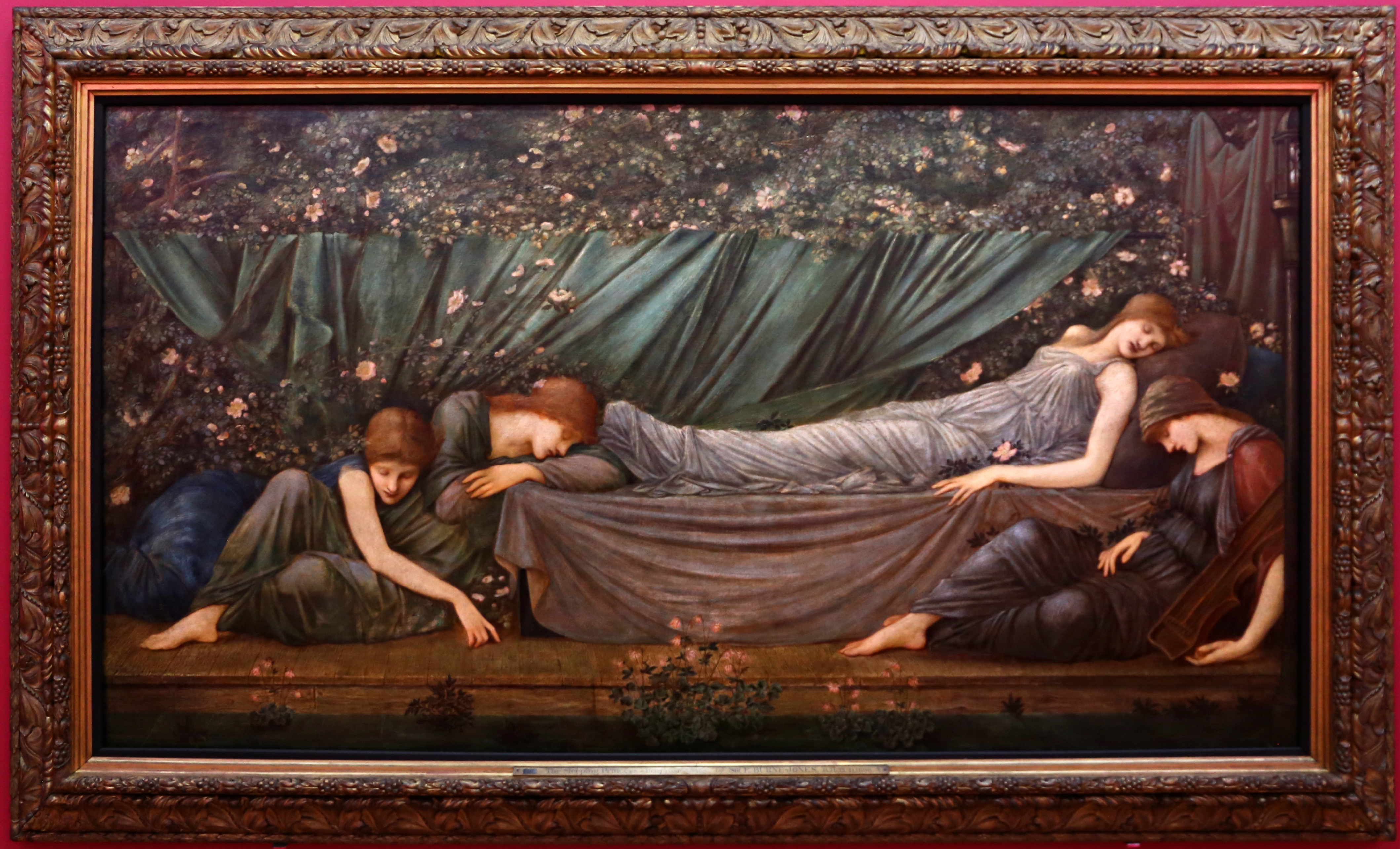
Edward Burne-Jones: Dornröschen, 1872–1874

Die Weiblichkeitsbilder der Märchen Dornröschen und Blaubart möchte Charlotte „umwandeln bzw. umkehren“. Charlotte formuliert ihren Wunsch, nicht wie Dornröschen von einem Prinzen geweckt zu werden, sondern „von einer anderen Hand“. Charlotte stellt sich ihre Selbsterlösung vor und erteilt damit dem Bild der passiv-abwartenden Frau eine Absage.
Im Blaubart-Märchen dient dem Mann die Prüfung seiner Frau dazu, die beste Ehefrau zu finden. Dort findet eine Frau in Abwesenheit ihres Ehemanns den Schlüssel zu ihrer Situation. Im Märchen führt der Mann seine Frau in ein Dilemma, indem er ihr den Schlüssel zu einer geheimen Kammer gibt, ihr aber das Betreten gleichzeitig verbietet. Im Blaubart-Märchen hat das Eindringen der Frau in die geheime Kammer die Befreiung zur Folge, weil ein Frageverbot überwunden wurde. Bachmann, so Krick-Aigner, benutze das Blaubart-Motiv zur Rollenklärung weit über die Einzelfiguren hinaus. In der Erzählung, so Ursula Töller, werde schon das Einrichten der Kammer als Befreiung geschildert, weil dort die Vergangenheit komprimiert aufbewahrt und von der Gegenwart abgegrenzt sei. Charlotte imaginiert die sieben Männer, die bisher in ihrem Leben eine Rolle gespielt haben, als Leichen in einer geheimen Kammer. Den Schlüssel dazu und damit die Macht über die Männer behält sie. Mara darf den Schlüssel nicht bekommen, da sonst der Tod der jungen Frau die Folge wäre. Charlotte will ihr „Geschöpf“ behalten. Anders als im Märchen mündet die Situation nicht etwa in eine Ehe, sondern in den von Charlotte imaginierten Tod der beiden Frauen: „Sie waren beide tot und hatten etwas getötet.“ Das Motiv der Verführung, so Krick-Aigner, sei zwar auch hier präsent, doch zeige Bachmann gleichzeitig, dass Charlotte und Mara einen eigenen Anteil an ihrer Opferrolle haben.
In der Forschungsliteratur wurden auch Verbindungslinien zu Texten des 20. Jahrhunderts hervorgehoben. Ursula Töller sah eine Verbindung der Erzählung zu Marcel Prousts Roman Auf der Suche nach der verlorenen Zeit. Der Schriftsteller hatte seinen siebenteiligen Roman zunächst Sodom und Gomorrah nennen wollen, beschränkte sich damit aber am Ende damit auf einen der Bände. Weigel vertrat die Meinung, Ein Schritt nach Gomorrha schließe an das tragische Liebeskonzept Prousts an. In seinem Roman werde Homosexualität nicht als Gegenstück zur Norm dargestellt, sondern sie ermögliche es, am Beispiel einer gesellschaftlich tabuisierten Beziehungsform zu erkennen, wie die Normbeziehungen beschaffen seien. Diese Perspektive finde sich auch in Bachmanns Erzählung: Charlotte erkenne in Mara ein „Spiegelgeschöpf“, das ihr einen genaueren Blick auf ihre bisherige Liebeserfahrung eröffnet. Bachmann hatte sich in ihrem Radioessay Die Welt Marcel Prousts – Einblicke in ein Pandämonium (1958) mit Proust auseinandergesetzt. Françoise Rétif fand in der Erzählung auch eine Kritik an der Beschreibung Xavières als Geschöpf von Françoise in Simone de Beauvoirs Roman Sie kam und blieb. Einige Rezensentinnen zeigten auf, dass Charlotte über eine Übertragung des Machtverhältnisses zwischen Mann und Frau auf eine Frauenbeziehung nicht hinauskomme, und verwiesen diesbezüglich auf ähnliche Motive im Werk Verena Stefans. Jost Schneider sah eine Anlehnung an Gides Erzählung Geneviève von 1939, deren Handlung auffällige Parallelen zu Ein Schritt nach Gomorrha aufweise. In beiden Texten erlebe die Protagonistin „auf Dauer eine Bewusstseinsbefreiung und -erweiterung“, nehme aber trotz des engen Verhältnisses zu einer Frau in der Erzählung keinen generellen Wechsel zu Frauenbeziehungen vor.

## Stellung in Bachmanns Gesamtwerk
Mit anderen Erzählungen des Bandes Das dreißigste Jahr ist Ein Schritt nach Gomorrha thematisch verbunden: Auch die Erzählungen Das dreißigste Jahr, Alles und Ein Wildermuth sind „als literarische Versuchsanordnungen zu Grenzübertritten aus der gegebenen Ordnung angelegt“. Wie der Vater in Alles, so will auch Charlotte voll Enthusiasmus einen neuen Anfang machen. Mara soll ihr Geschöpf werden, sie will sie ihre Sprache lehren. Die zentrale Bedeutung der Sprache findet sich auch in Alles und Das dreißigste Jahr: Ohne neue Sprache wird es keine bessere Gesellschaft geben.
Wie am Ende von Ein Wildermuth und Das dreißigste Jahr ist der Zugang zur utopischen Welt nicht durch langsame Entwicklung möglich, sondern nur durch einen radikalen Schnitt: „Abbruchphantasie und Utopie stehen hier wie öfters im Werk Ingeborg Bachmanns in enger Verbindung miteinander.“ Charlotte kann nicht anders, als in dem System von Unterwerfung und Unterordnung die männliche Rolle zu übernehmen und damit ebenfalls destruktiv zu werden. Bachmann zeigt, dass der Unterdrücker nicht notwendigerweise ein Mann ist, sondern jede Figur oder Gruppe, die diejenigen beherrscht und zerstört, die sie als anders definiert. So ist die Geschlechterfrage für Bachmann letztlich eine Frage der Macht, und dem Machtkampf können Charlotte und Mara nicht entkommen.
Ein Schritt nach Gomorrha und Undine geht verbindet eine eindeutig weibliche Perspektive. Beide Texte zählen zu den frühesten feministischen Äußerungen der deutschsprachigen Literatur der Nachkriegszeit.
Auch zu Texten außerhalb des Bandes gibt es Bezugnahmen. Weigel stellte fest, dass die „Negation der Erklär- oder Begründbarkeit der Liebe“ ein häufiges Motiv bei Bachmann sei. So verweise etwa die Stelle „Liebe. Da keiner es sich zu übersetzen verstand.“ aus Ein Schritt nach Gomorrha auf die Gedichte Erklär mir, Liebe und Liebe: Dunkler Erdteil. 2009 stellte Monika Szczepaniak über den Blaubart-Mythos eine Verbindung zwischen Ein Schritt nach Gomorrha und Der Fall Franza her. Die Antithetik in Aufbau und Figurenkonstellation dieser Geschichte ist Ausdruck einer Polarität, die Andreas Hapkemeyer als auffallendes Merkmal von Bachmanns Werk hervorhebt. Das Thema einer erotischen Frauenbeziehung griff Bachmann in späteren Texten allerdings nicht wieder auf.

## Rezeption
Bachmann veröffentlichte nach den beiden erfolgreichen Gedichtbänden Die gestundete Zeit (1953) und Anrufung des Großen Bären (1956) im Jahr 1961 erstmals einen Band mit Erzählungen. Damit erntete sie nur wenig Lob. Frühe Rezensionen äußerten oft Ablehnung oder Unverständnis, denn die Thematisierung lesbischer Liebe unterlag in den 1950er und 1960er Jahren noch großen Tabus. Hans Jürgen Baden urteilte 1963, die Erzählung behandle mit der Verführung zur Homosexualität „ein delikates, abseitiges Thema“. Die überwiegend männlichen Rezensenten führten damals häufig die Liebesszene zwischen Charlotte und Mara als Beleg für thematische wie sprachliche „Entgleisungen“ Bachmanns an. In der frühen Rezeptionsphase in den 1960er und 1970er Jahren stand damit vor allem das Thema der lesbischen Liebe im Interesse. Karen Achberger brachte die männliche Rezeption um 1970 auf die Formel: „Darstellung buchstäblicher lesbischer Verführung“. Diese Engführung setzte sich in den Veröffentlichungen des folgenden Jahrzehnts fort – trotz neuer, oft feministischer Ansätze wie dem Beitrag von Ritta J. Horsley. Auch der Handlungsablauf und das Ende der Erzählung wurden vielfach kritisiert.
Aus den 1980er Jahren sticht die Position von Achberger heraus. Sie zeigte, dass der Text weit mehr behandle als eine Entscheidung zwischen Homosexualität und Heterosexualität, und betonte den Aspekt des Gegenentwurfs zum Juden- und Christentum. In den 1990er Jahren wurden mehrere Ansätze weitergeführt. Der Text wurde auch als mutige Darstellung einer lesbischen Beziehung gelesen: Madeleine Marti wies darauf hin, Ein Schritt nach Gomorrha sei die erste deutschsprachige Erzählung seit 1945, in der eine mögliche lesbische Beziehung als Alternative zur Ehe thematisiert werde. Der Unterschied zu Erzählungen anderer Autorinnen wie Gabriele Wohmanns Eine großartige Eroberung (1965), Nina Kellers Roman Der Schritt (1965) oder Barbara Frischmuths Erzählung Die Klosterschule (1968) sei deutlich: Bachmann schildere ohne Klischees in Mara eine lesbische Frau, die sich für eine Frau entscheide und aktiv auf sie zugehe, weil sie in sie verliebt sei und nicht etwa, weil sie bei Männern keine Chancen oder keinen Kontakt zu ihnen habe.
Neue Erkenntnisse wurden im 21. Jahrhundert von der queerfeministischen und der poststrukturalistischen Literaturwissenschaft eingebracht, indem sie bislang verborgene subversive Positionen gegen Heteronormativität oder eine ausschließliche Orientierung an der Vernunft in der Erzählung sahen. Jüngere queertheoretische Deutungen waren sich sicher, dass ein Scheitern stattgefunden habe. Im Gegensatz zu früheren Jahrzehnten wurde dieses aber gutgeheißen: Nur so würde gezeigt, dass es keine Rolle spiele, ob Charlotte ihr Leben mit Franz oder mit Mara weiterführe, solange die gesellschaftlichen Strukturen unangetastet blieben. Es gehe nicht um das Scheitern von lesbischer Liebe, sondern von Liebe unabhängig von Geschlecht. So würde die Geschlechterordnung an sich in Frage gestellt. Doch konkrete Zwänge, die eine neue Ordnung verhindern, seien von diesen Interpretationsansätzen nicht aufgedeckt worden, so Kathrin Witter 2019.
Auch gab es Stimmen, die bezweifelten, dass es legitim sei, Erkenntnisse der Queer-Theory aus den 1990er Jahren auf die Interpretation eines 1961 veröffentlichten Textes anzuwenden: Monika Albrecht bezog sich 2004 auf diese Erzählung und Undine geht, als sie anmerkte: „Zweifellos hat Bachmann bereits in ihrem ersten Erzählband Das dreißigste Jahr das Thema der Geschlechterdifferenzen reflektiert, und zwar in einer Weise, die erst heute von ehemaligen Weggefährten als avant la lettre empfunden wird.“ Sie würdigte die „für die Zeit ungewöhnliche Radikalität“, mit der die Figuren gegen die Einengung auf zwei Geschlechter ankämpfen. Aber Undine und Charlotte blieben letztlich in „Vorstellungen von den Unterschieden eben dieser Geschlechter befangen“.
Bachmanns Ein Schritt nach Gomorrha wird auch im 21. Jahrhundert immer wieder neu rezipiert und interpretiert. Wurde anfangs die Begegnung der beiden Frauen als real angesehen, so deutete man später Mara und Charlotte als eine einzige Figur. In der jüngsten Literatur wird eine Synthese der beiden Ansätze gesucht. So argumentierte etwa Simone Rebecca Sammer 2011, dass Mara eine reale Figur sein könne, auf die Charlotte Ich-Anteile projiziere. Kathrin Witter schrieb 2019, Bachmann erzähle hier „von einem Versuch der Emanzipation aus der Enge der Ehe“ und der Unmöglichkeit, sich als einzelnes Paar zu befreien, ohne die gesellschaftlichen Zuschreibungen zu verändern.

## Weiterführung

### Hörspiel
Ein Schritt nach Gomorrha wurde vom ORF Kärnten als Hörspiel gesendet. Die Neubearbeitung von Maja Haderlap, die auch die Regie führte, mit den Sprecherinnen Susanne Pichler (Erzählerin), Gunda König (Charlotte) und Ruthild Rieser wurde 1994 und 2004 ausgestrahlt.

### Film
1978 drehte die österreichische Regisseurin Margareta Heinrich – damals noch Studentin an der Filmakademie Wien – nach der Erzählung den Kurzfilm Zwielicht. Er wurde weniger als Literaturverfilmung wahrgenommen, sondern stärker als feministisches Werk und 2017 beim Queer Film Festival der Akademie in digitalisierter Fassung wieder gezeigt.

## Ausgaben (Auswahl)
- Ingeborg Bachmann: Das dreißigste Jahr. Piper, München 1961.
- Ingeborg Bachmann: Das dreißigste Jahr. Piper, München 2005. Taschenbuch, Broschur, 14. Auflage, ISBN 978-3-492-24550-0.
- Rita Svandrlik (Hrsg.): Ingeborg Bachmann: Salzburger Bachmann Edition. Das dreißigste Jahr. Suhrkamp Verlag, Frankfurt 2020, ISBN 978-3-518-42607-4.
- Ingeborg Bachmann: Das dreißigste Jahr. Piper EBooks, München 2016, ISBN 978-3-492-97454-7.
- Ingeborg Bachmann: Das dreißigste Jahr. Der Audio-Verlag GmbH, 2001. Hörbuch, CD. Gelesen von Gert Westphal und Oswald Döpke, ISBN 978-3-89813-153-7.
- Ingeborg Bachmann: Das dreißigste Jahr. Der Audio-Verlag GmbH, 2020. Hörbuch, MP3. Gelesen von Gert Westphal, ISBN 978-3-7424-1333-8.